# Mirkovics Gábor
Mirkovics Gábor (Budapest, 1962. szeptember 2. – ), becenevén Zserbó, magyar basszusgitáros, az Edda Művek, a Fix, a Hard egykori zenésze, a Zártosztály jelenlegi tagja.

## Pályafutása
Apja vegyészmérnökként dolgozott, anyja SZTK-ügyintéző volt, testvére nincs. Általános iskolába Zuglóba járt, majd a Váci Úti Szakközépiskolában végezte középiskolai tanulmányait. Tizenéves korában határozta el, hogy zenélni szeretne, eleinte dobos szeretett volna lenni, de az iskolai zenekarukban a dobosposztra túljelentkezés volt, ezért vállalta a basszusgitárt, hogy teljes legyen az együttes. Beiratkozott a Postás Zeneiskola jazz tagozatára, és nagybőgőn tanult játszani. 
A nyolcvanas évek legelején csatlakozott a Derby együtteshez, a zenéléssel járó költségek miatt pedig egy ideig az Elektromos Művek kábelellenőre volt. 1984-ben a bélatelepi Sirály zenekarban játszott, ugyanebben az évben megszerezte az Országos Szórakoztatózenei Központ (OSZK) működési engedélyét. 1984 végén egy rövid ideig együtt próbált a Hungáriával, akik akkor készültek a break-turnéra, ám végül nem tartott velük, hanem visszatért a Derbybe. 
1985 januárjában felhívta őt Pataky Attila, és az újjáalakult Edda Művek basszusgitárosa lett – ezzel a felállással rögzítették az Edda Művek 5. és 6. lemezét. Mirkovics közreműködött a "Változó idők" című lemez megírásában is, ám végül a felvételekben már nem vett részt. 1988 januárjában feleségül vette svédországi magyar barátnőjét, alig egy hónappal később nem teljesen tisztázott körülmények miatt (lehetséges, hogy baj volt, hogy többször visszaszólt Patakynak, esetleg féltek attól, hogy felesége miatt ő is disszidálni fog) kitették a zenekarból.
Ekkor több más zenésszel együtt megalapította a Fix együttest, amely egy glam rock-banda volt. Egy lemezt adtak ki, a második pedig előkészületben volt, de az már nem jelent meg. A kilencvenes években közreműködött Kalapács József szólólemezén. A 2000-es években a Hard együttesben játszott, illetve 2013-ban a Kard című projektben. 2014-ben az 1985-1987 közötti Eddás zenésztársakkal együtt megalapította a Zártosztály nevű együttest, melyben az akkoriban írt dalaikat játsszák.

## Közreműködései
- Edda Művek – Edda Művek 5. (1985)
- Edda Művek – Edda Művek 6. (1986)
- D. Nagy Lajos – Pataky Attila kislemez (1986)
- Edda Művek – Fohász / Megmondtam kislemez (1987)
- Edda Művek – Változó idők (1988, csak szerzőként)
- Fix – Jó vagy nálam, édes (1989)
- Kalapács – Kalapács (1996)
- Hard – Égi jel (2005)
- Hard – Time Is Waiting For No One (2010)
- Hard – Even Keel (2011)
- Keresztes Ildikó – Csak játszom (2010)
- Keresztes Ildikó – A démon, aki bennem van (2011)
- Kard – Szívemen a dal (2013)
- Zártosztály – Őrült érzés (2018)

## További források
- Riskó Géza – Vasrock. Közgazdasági és Jogi Könyvkiadó, 1987. ISBN 9632220366